# Oligocladus
Oligocladus là chi thực vật có hoa trong họ Apiaceae.